# Валира
Валира је највећа река у Андори. Она тече кроз Андора ла Вељу, главни град Андоре, а излази из земље на југу, близу граничног прелаза Шпаније и Андоре.
Валира је притока Сегре, која је притока Ебра.
Сама река је дуга 44 км, има површину од 591,6 km², а просечан проток јој је 10,8 m³/s.